# 斯普林特爾角
77°10′S 160°42′E / 77.167°S 160.700°E
斯普林特爾角（Springtail Point），是南極洲的海岬，位於維多利亞地的斯科特海岸，處於斯久峰以北6公里，由生物學家命名，現時由南極條約體系管理。